# Llista de Lituans i Catòlics
Llista de Lituans i Catòlics (en letó: Lietuviešu un katoļu saraksts, LKS) va ser un partit polític de Letònia al període d'entreguerres.

## Història
El partit es va presentar a les eleccions de l'Assemblea Constituent de 1920 però no va poder guanyar cap escó. A les pròximes eleccions de 1922 va obtenir un escó, a les següents eleccions de 1925 no es va presentar i quan ho va fer a les de 1928 no va poder guanyar cap escó. A partir d'aleshores no es va tornar a presentar a cap més elecció.

## Resultats electorals
| Any  | Vots                  | %                     | Escons                | +/-                   |
| ---- | --------------------- | --------------------- | --------------------- | --------------------- |
| 1920 | 2,038                 | 0.29                  | 0 / 100               | Nou                   |
| 1922 | 8,490                 | 1.07                  | 1 / 100               | 1                     |
| 1925 | No s'hi van presentar | No s'hi van presentar | No s'hi van presentar | No s'hi van presentar |
| 1928 | 2,268                 | 0.24                  | 0 / 100               | Nou                   |